# Противотеррористическая группа Сербии
Противотеррористическая единица (серб. Против Tерористичка Jединица, ПTJ) — специальное подразделение полиции Сербии по борьбе с терроризмом, существовавшее в качестве отдельного с 2003 по 2016 годы. Относилось к формированиям специального назначения МВД Сербии.
Это спецподразделение было ориентировано на антитеррористические операции, а также на обеспечение безопасности и поддержание внутренней стабильности Сербии. Часто используется в таких обстоятельствах, которые считаются слишком опасными для других полицейских подразделений. Отлично обученные и экипированные бойцы ПTJ идеально подходят для освобождения заложников, борьбы с коррупцией и терроризмом, спасательных операций, обезвреживания бомб, обеспечения внутренней безопасности и многих других ситуаций, где может применяться это подразделение.